# CINE.AR
CINE.AR es un canal de televisión abierta argentino dedicado a la emisión de películas de producción nacional. Es propiedad de Contenidos Públicos S. E. y operado por el Instituto Nacional de Cine y Artes Audiovisuales y la Secretaría de Medios y Comunicación Pública.

## Historia
Fue inaugurada el 28 de diciembre de 2010 por la presidenta Cristina Fernández de Kirchner con el nombre de Incaa TV. El canal transmite películas durante las 24 horas; su programación tiene desde películas clásicas de la Época de Oro del cine nacional, hasta las más recientes en cualquier género. Según la organización de la programación del canal Incaa TV, el 70% de las películas emitidas son argentinas, el 20% latinoamericanas y un 10% de otros países.
El 31 de marzo de 2017, el canal fue renombrado como Cine.Ar.
El 26 de febrero de 2018, el canal lanzó su propia señal en alta definición en el satélite ARSAT-1.